# Lincoln Park (Washington, D.C.)

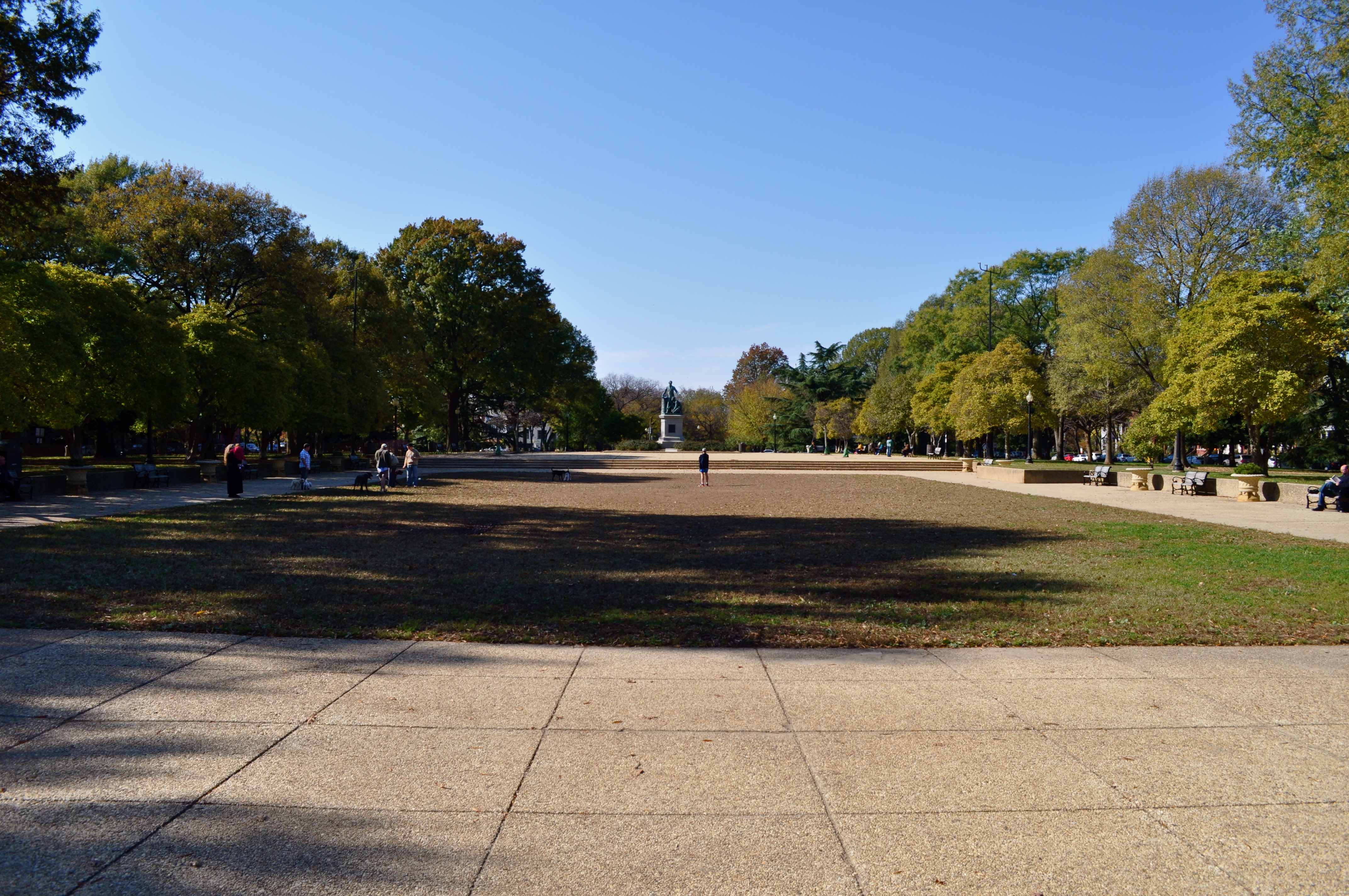
Lincoln Park in Richtung Westen von der Mary-McLeod-Bethune-Statue aus

Lincoln Park ist ein Stadtpark im Stadtteil Capitol Hill von Washington, D.C. Er wird gelegentlich auch als Lincoln Square bezeichnet. Der Park wurde von Pierre L’Enfantt entworfen und sollte der Konzeption nach der Meridian sein, von dem aus alle Entfernungen in Nordamerika aus gemessen werden. Diese Rolle wurde aber vom Nullmeridian ausgefüllt.
Zunächst als Mülldeponie benutzt, wurde der Park während des Sezessionskrieges als Standort des Lincoln Hospitals gewählt. Walt Whitman besuchte dort mehrfach die Patienten.
Der Park befindet sich eine Meile östlich des Capitols und fünf Blocks in nordöstlicher Richtung vom Eastern Market entfernt. Betrieben wird er vom National Park Service. Der Park ist in westlicher Richtung begrenzt von der 11th Street. In östlicher Richtung begrenzt die 13th Street, im Norden und Süden die East Capitol Street den Park.

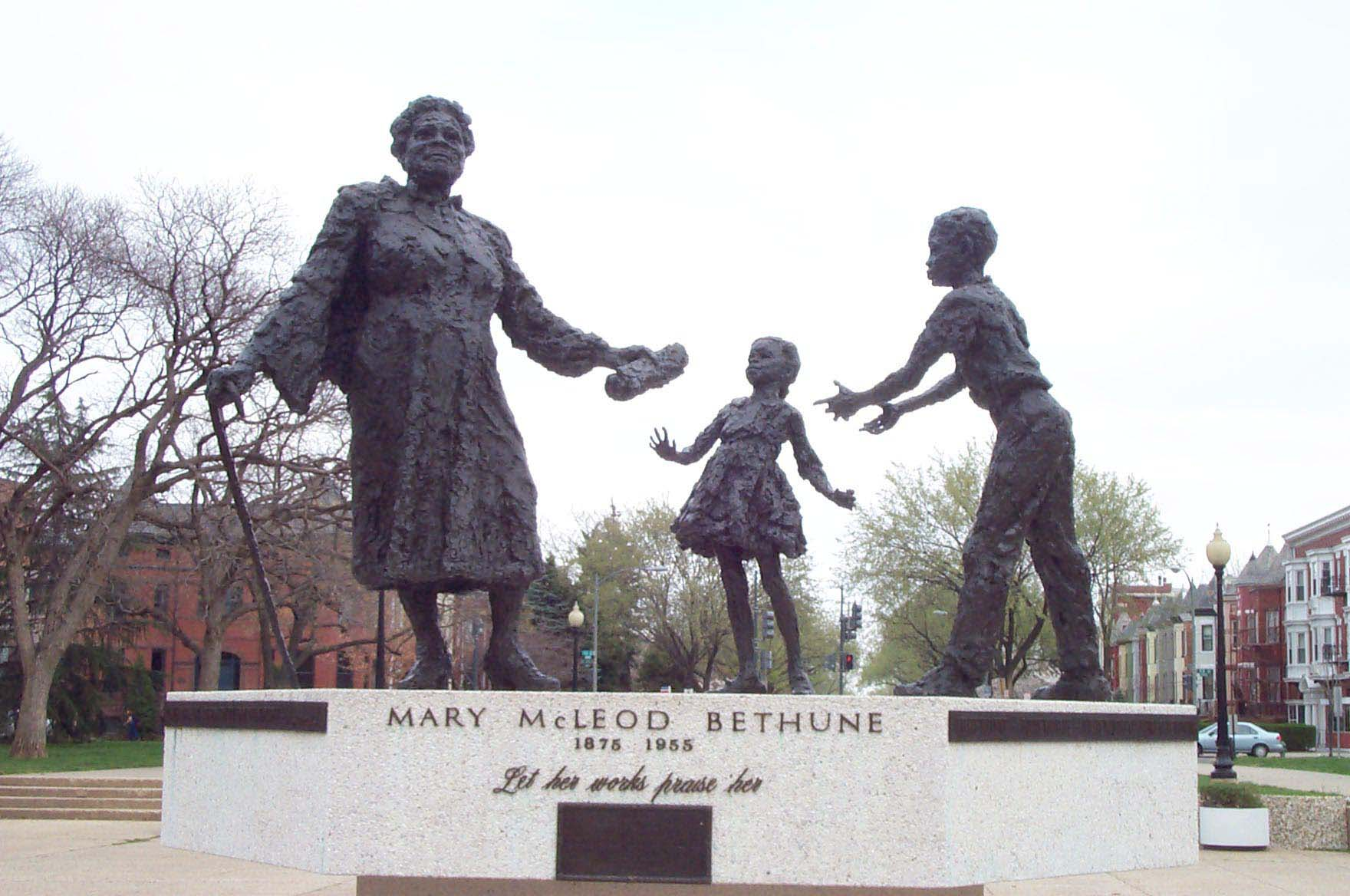
Mary McLeod Bethune Memorial (Robert Berks, 1974)

Im Park befinden sich zwei berühmte Skulpturen: das Emancipation Memorial, die erste Statue zu Ehren Abraham Lincolns, und das Mary McLeod Bethune Memorial.